# Brestovăț

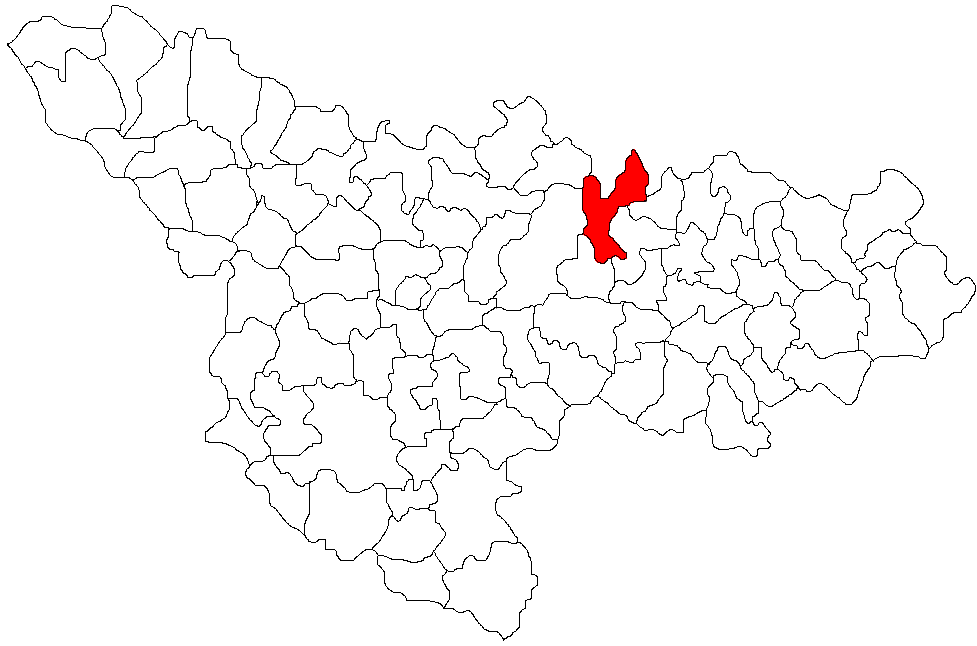
Lage von Brestovăț im Kreis Timiș

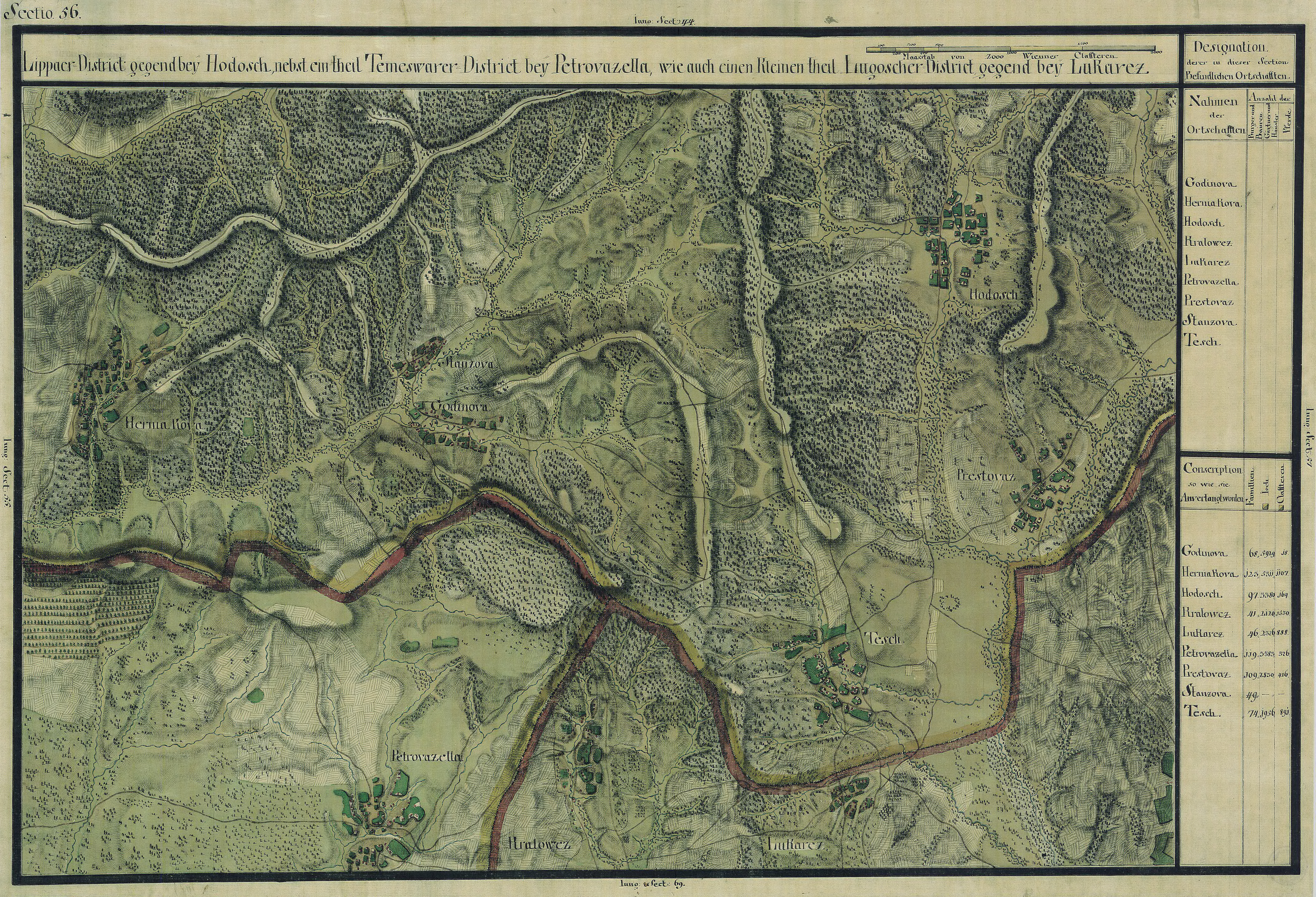
Brestovăț auf der Josephinischen Landaufnahme (1769–1772)

Brestovăț [ˈbrestovəts] (rumänisch Brusturi (1924–1925); deutsch Brestowatz oder Prestowatz, ungarisch Temes-Aga, serbisch-kyrillisch Брестовац) ist eine Gemeinde im Kreis Timiș, in der Region Banat, im Südwesten Rumäniens. Zur Gemeinde gehören neben Brestovăț die Dörfer Coșarii, Hodoș, Lucareț und Teș.

## Geografische Lage
Brestovăț liegt im Nordosten des Kreises Timiș, dicht an der Grenze zum Kreis Arad.

## Nachbarorte
| Bogda     | Cuveșdia                                    | Coșarii |
| Stanciova | Kompassrose, die auf Nachbargemeinden zeigt | Secaș   |
| Ghizela   | Iosifalău                                   | Recaș   |

## Geschichte
Eine erste urkundliche Erwähnung von Brestowetz fällt in das Jahr 1440, als der Ort zu der Burg Șoimoș gehörte. 1583 ließen sich Rumänen aus Siebenbürgen nieder. Während der Türkenkriege im 17. Jahrhundert wurde Aga, wie der Ort unter ungarischer Herrschaft hieß, völlig zerstört und verwüstet. Zwischen 1717 und 1722 wurde  Prestovaz wieder aufgebaut. Damals lebten hier 113 serbische Familien. 1797 ließen sich Ungarn und Slowaken nieder. 1828 kamen weitere ungarische Familien. 1847 wurden auch Deutsche angesiedelt.
Nach dem Österreichisch-Ungarischen Ausgleich (1867) wurde das Banat dem Königreich Ungarn innerhalb der Doppelmonarchie Österreich-Ungarn angegliedert.
Anfang des 20. Jahrhunderts fand das Gesetz zur Magyarisierung der Ortsnamen (Ga. 4/1898) Anwendung. Der amtliche Ortsname war Temes-Aga. Die ungarischen Ortsbezeichnungen blieben bis zur Verwaltungsreform von 1923 im Königreich Rumänien gültig, als die rumänischen Ortsnamen eingeführt wurden. Der Vertrag von Trianon am 4. Juni 1920 hatte die Dreiteilung des Banats zur Folge, wodurch die Ortschaft an das Königreich Rumänien fiel. Von 1924 bis 1925 hieß der Ort Brusturi. Seit 1925 ist die offizielle Bezeichnung Brestovăț.
Infolge des Waffen-SS Abkommens vom 12. Mai 1943 zwischen der Antonescu-Regierung und Hitler-Deutschland wurden alle deutschstämmigen wehrpflichtigen Männer in die deutsche Armee eingezogen. Dafür mussten die Deutschen aus Rumänien nach dem Seitenwechsel Rumäniens am 23. August 1944 büßen. Noch vor Kriegsende, im Januar 1945, fand die Deportation aller volksdeutschen Frauen zwischen 18 und 30 Jahren und Männer im Alter von 16 bis 45 Jahren zur Aufbauarbeit in die Sowjetunion statt.
Das Bodenreformgesetz vom 23. März 1945, das die Enteignung der deutschen Bauern in Rumänien vorsah, entzog der ländlichen Bevölkerung die Lebensgrundlage. Der enteignete Boden wurde an Kleinbauern, Landarbeiter und Kolonisten aus anderen Landesteilen verteilt.
Durch das Nationalisierungsgesetz vom 11. Juni 1948, das die Verstaatlichung aller Industrie- und Handelsbetriebe, Banken und Versicherungen vorsah, fand die Enteignung aller Wirtschaftsbetriebe statt. Anfang der 1950er Jahre wurde die Kollektivierung der Landwirtschaft eingeleitet.
Der Bevölkerungsstruktur entsprechend gibt es in Brestowatz zwei Gotteshäuser, das katholische und das orthodoxe. Die katholische Pfarrei wurde 1847 gegründet, die rumänisch-orthodoxe 1927.

## Demographie
| 1880 | 762 | 324 | 43  | 157 | 238 |
| 1910 | 963 | 387 | 155 | 96  | 325 |
| 1930 | 852 | 301 | 79  | 157 | 315 |
| 1977 | 428 | 148 | 21  | 44  | 215 |
| 2002 | 336 | 201 | 12  | 16  | 107 |
| 2011 | 674 | 514 | 10  | 3   | 102 |
| 2021 | 675 | 579 | 2   | 2   | 20  |